# Coleco Telstar Arcade
Coleco Telstar Arcade, thường được viết tắt thành Telstar Arcade, là một máy chơi trò chơi điện tử tại gia thế hệ đầu tiên được hãng Coleco phát hành vào năm 1977 tại Nhật Bản, Bắc Mỹ và châu Âu. Đây là máy chơi trò chơi điện tử tiên tiến nhất trong dòng Coleco Telstar, dựa trên dòng chip MOS Technology MPS-7600-00x. Mỗi con chip này là một bộ vi điều khiển đầy đủ với dung lượng ROM 512.

## Hình dung và khái niệm

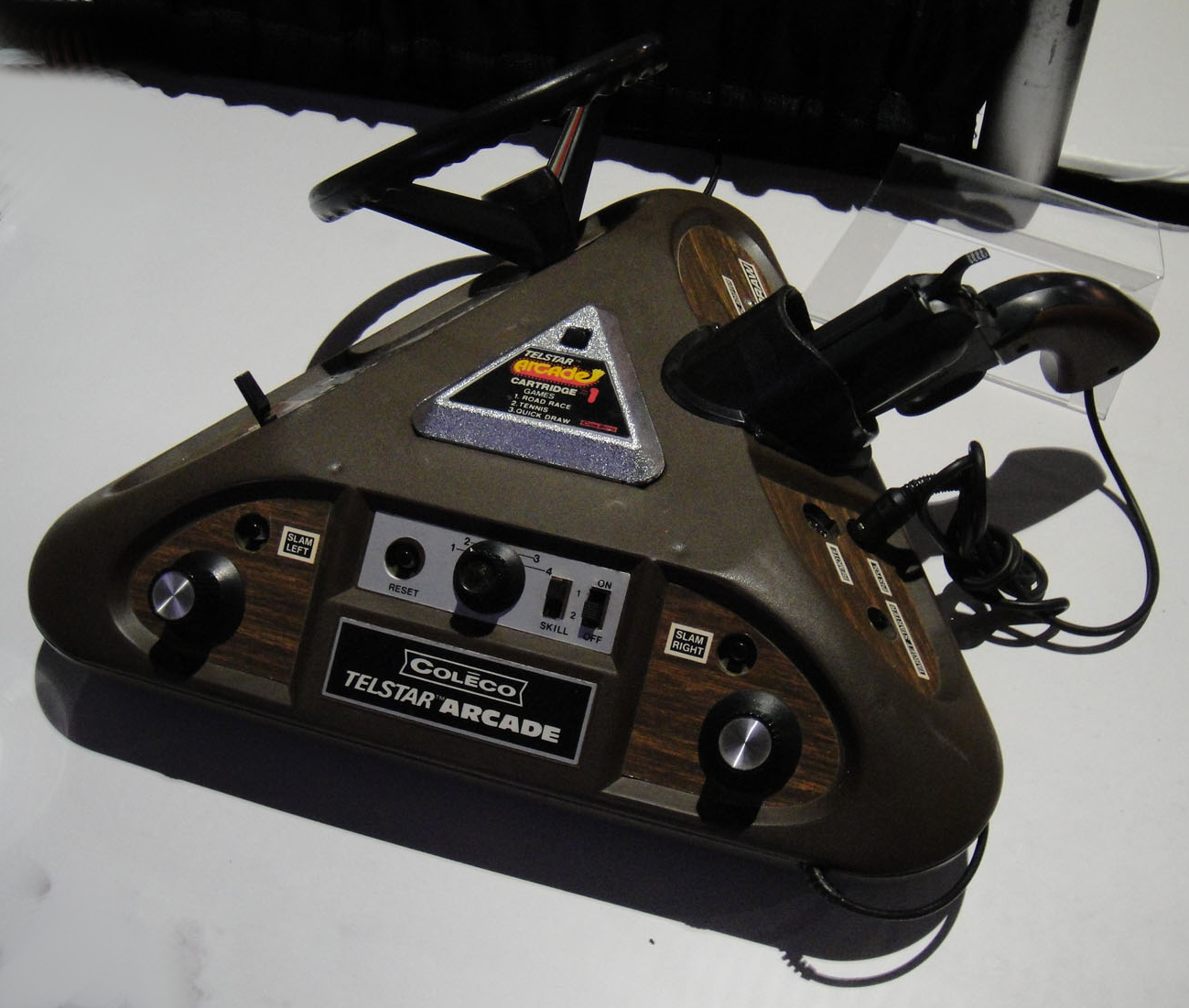
Nhìn vào ba mặt của hệ máy

Coleco Telstar Arcade được hình thành giống như một hình tam giác. Ở mỗi bên là nút điều khiển khác dành riêng cho trò chơi. Một bên có tay lái và cần gạt, một bên có súng light gun và một bên có hai nút nhấn. Tùy thuộc vào tựa game đã chơi, người chơi có thể sử dụng bề mặt khác.

## Game
Số game đi kèm với băng game màu bạc, mỗi băng chứa một con chip MPS-7600-00X MOS Technology. Có tổng cộng 4 băng game được Coleco phát hành cho hệ máy. Mỗi băng game đều có hình tam giác kết nối trên đầu hệ máy này.
Game chơi được:
- Băng 1: Road Race (1 người chơi), Tennis (bản sao Pong) (2-4 người chơi) và Quickdraw (1-2 người chơi) (chip MPS 7600-002)
- Băng 2: Hockey (2-4 người chơi), Tennis (2-4 người chơi), Handball (1-2 người chơi) và Target (1 người chơi) (chip MPS 7600-001)
- Băng 3: Bonus Pinball (1-2 người chơi), Shooting Gallery (1 người chơi), Shoot the Bear (1 người chơi) và Deluxe Pinball (1-2 người chơi) (chip MPS 7600-004)
- Băng 4: Naval Battle (1 người chơi), Blast Away (1 người chơi) và Speedball (1 người chơi) (chip MPS 7600-003)